# Олексенко Світлана
Світла́на Оле́ксенко — українка яхтсменка; чемпіонка Європи-1993.

## З життєпису
Виступала у вітрильному спорті в класі 470. Виграла золоту медаль на чемпіонаті Європи 1993 року (Брайтенбрунн-ам-Нойзідлер-Зее) — вона і Руслана Таран.